# Lilla Åsjön (Augerums socken, Blekinge)
Lilla Åsjön är en sjö i Karlskrona kommun i Blekinge och ingår i Lyckebyåns huvudavrinningsområde. Sjön är 6 meter djup, har en yta på 0,037 kvadratkilometer och är belägen 63,6 meter över havet.